# Comedy hip hop
Il comedy hip hop (detto anche comedy rap o lol rap)  è un sottogenere dell'hip hop. Si tratta di un genere musicale che si prefigge l'obiettivo di divertire il pubblico, attraverso testi comici su basi hip hop. Nato negli anni ottanta, prima che l'hip hop diventasse un genere violento con l'arrivo del Gangsta rap; i più celebri artisti inquadrabili in questo genere sono Biz Markie, Eminem, Lil Dicky ed in parte anche i Beastie Boys.